# Каролайн (округ, Виргиния)
Округ Каролайн (англ. Caroline County) располагается в США, штате Виргиния. По состоянию на 2010 год, численность населения составляла 28 545 человек. Получил своё название в честь супруги короля Великобритании Георгa II, королевы Каролины Ансбахской .

## География
По данным Бюро переписи США, общая площадь округа равняется 1391 км², из которых 1368 км² суша и 23 км² или 1,7% это водоемы.

### Соседние округа
- Стаффорд (Виргиния) — север
- Кинг-Джордж (Виргиния) — север
- Хановер (Виргиния) — юг
- Кинг-Уильям (Виргиния) — восток
- Кинг-энд-Куин (Виргиния) — восток
- Эссекс (Виргиния) — восток
- Спотсилвейния (Виргиния) — запад

## Демография
По данным переписи населения 2000 года в округе проживает 22 121 житель в составе 8 021 домашнего хозяйствa и 6 007 семей. Плотность населения составляет 16 человек на км². На территории округа насчитывается 8 889 жилых строений, при плотности застройки 6 строений на км². Расовый состав населения: белые - 62,57%, афроамериканцы - 34,37%, коренные американцы (индейцы) - 0,78%, азиаты - 0,36%, гавайцы - 0,03%, представители других рас - 0,52%, представители двух или более рас - 1,37%. Испаноязычные составляли 1,33% населения.
В составе 31,70% из общего числа домашних хозяйств проживают дети в возрасте до 18 лет, 56,30% домашних хозяйств представляют собой супружеские пары проживающие вместе, 13,20% домашних хозяйств представляют собой одиноких женщин без супруга, 25,10% домашних хозяйств не имеют отношения к семьям, 20,50% домашних хозяйств состоят из одного человека, 8,20% домашних хозяйств состоят из престарелых (65 лет и старше), проживающих в одиночестве. Средний размер домашнего хозяйства составляет 2,69 человека, и средний размер семьи 3,08 человека. 
Возрастной состав округа: 24,80% моложе 18 лет, 7,40% от 18 до 24, 29,90% от 25 до 44, 25,00% от 45 до 64 и 12,90% от 65 и старше. Средний возраст жителя округа 38 лет. На каждые 100 женщин приходится 99,10 мужчин. На каждые 100 женщин старше 18 лет приходится 97,50 мужчин. 
Средний доход на домохозяйство в округе составлял 39 845 USD, на семью — 43 533 USD. Среднестатистический заработок мужчины был 31 701 USD против 22 455 USD для женщины. Доход на душу населения составлял 18 342 USD. Около 7,20% семей и 9,40% общего населения находились ниже черты бедности, в том числе - 12,00% молодежи (тех кому ещё не исполнилось 18 лет) и 11,70% тех кому было уже больше 65 лет.